# Лампасов Леонід Олексійович
Леонід Олексійович Лампасов (рос. Леонид Алексеевич Лампасов; нар. 20 червня 1937, Орєхово-Зуєво, Московська область, РРФСР — пом. 10 листопада 2003, Краснодар, Росія) — радянський футболіст, виступав на позиціях захисника та нападника.

## Життєпис
Займатися футболом розпочав 1951 року в Москві, потім виступав в юнацьких командах клубу «Червоне Знамя» з Орехово-Зуєва.
Дорослу футбольну кар'єру розпочав у складі аматорського колективу «Спартак» з Краснодара. У 1957 році провів 3 матчі в першості та 1 поєдинок у Кубку СРСР за ворошиловградські «Трудові Резерви». Потім перейшов у ставропольські «Трудові Резерви», за які зіграв того ж сезону 15 поєдинків. У 1958 році знову виступав за ставропольський колектив, який змінив назву на «Спартак», після чого перейшов в «Знамя Труда», де раніше грав в юнацьких командах, провів за три неповних сезони 41 матч та відзначився 10 голами. Окрім цього, взяв участь в 5 поєдинках та відзначився 4 голами в Кубку СРСР сезону 1958 року.
З 1960 по 1961 рік захищав кольори московського «Динамо», у складі якого дебютував у вищій лізі СРСР, де провів 3 матчі та відзначився 2 голами в сезоні 1960 року, в якому команда стала бронзовим призером чемпіонату СРСР. Окрім цього, зіграв за москвичів 1 неофіційний матч.
У сезоні 1962 року виступав за краснодарський «Спартак», в 12 матчах першості забив 2 м'ячі, команда в підсумку стала переможцем Класу «Б» і чемпіоном РРФСР. З 1963 по 1964 рік грав за майкопський «Урожай», в сезоні 1963 року відзначився 7 голами, а наступного сезону провів 26 матчів, але відзначитися голами не зміг.